# 沖繩學
沖繩學是一門專門研究與沖繩（琉球）相關的學問。其研究範圍廣泛，涉及歷史學、語言學、人種學、人類學、考古學、宗教學、神話學、文化人類學（民族學）、民俗學、文學，後來發展到也研究沖繩政治、經濟、法律、自然環境等學問。
沖繩民俗學家伊波普猷研究古代琉歌大集《おもろさうし》，並於1911年出版了一部名為《古琉球》的著作（ISBN 400381021X）。這被後世認為是沖繩學研究的開始，因此伊波普猷被稱為「沖繩學之父」。

## 概要
日本透過琉球處分吞併了現在的沖繩縣地區後，以現在的沖繩居民為主的被稱為琉球人的人們受到了社會歧視。為了提高自己在日本的社會地位，被迫与本土“積極”同化。在此背景下，出生於那霸的伊波普猷對沖繩歷史上蓄积的語言、民俗、文化活動進行研究和考据，并主要透過與本土文化的比較揭示其學術意義。在这一领域进行的研究證明了他的觀點，並有助于本土确立自我认识。伊波普猷在文章中用“琉球人”一詞來指涉沖繩人民，在頌揚他們民族意識的同時，提出了學術上稱為“日琉同祖论”的觀點。日琉同祖论的目的是试图基於學術客觀性證明沖繩人（即伊波所说的琉球人）是与大和人同源的支係族群。
整體而言，伊波所作的研究已成為討論和提倡沖繩縣在日本國內地位的思想基礎，並延續至今。（關於伊波普猷的性格和學術的詳細信息，請參閱伊波普猷 ）
伊波的學術研究始于琉球历史上最重要的文献《思草纸》 ，研究领域包括歷史學、語言學、人類學·人种學、考古學、宗教学、神話學和文化人類學（民族学）、民俗学、文學等。随着科学界对科际整合与跨学科研究的逐渐重视，伊波的研究可能将被評价為綜合科學的先驅。
沖繩学的研究与传承者不仅限於學者和研究人員，而包括所有沖繩縣相關人士。除了文化研究之外，還有政治、經濟、法律、自然環境等多個領域。人们可以以琉球历史和日本历史为基础，从沖繩思考世界。

## 反駁
自2010年代初以來，從“大和人與琉球人是异民族”的立场來看，琉球民族一詞被頻繁使用。 近年來，一些人文、社會學研究認為“琉球人”和“日本人”本質上並不存在，而是被創造或建構出來的，对此也有一些研究正在进行。

## 相關人物
- 伊波普猷（沖繩學之父）
- 東恩納寬惇（沖繩學先驅者，「大交易時代」的構想者）
- 真境名安興（沖繩學先驅）
- 宮城文（《八重山生活誌》的作者）
- 佐喜眞興英（法學史、法思想史）
- 新垣美登子（沖繩縣女性作家之代表人物）
- 金城朝永（語言學者）
- 金城芳子（記者、沖繩女性史）
- 宮良當壯（語言學者）
- 山之口貘（沖繩縣代表詩人）
- 仲宗根政善（琉球語言學之父）
- 比嘉春潮（歷史學者）
- 仲原善忠（沖繩研究者）
- 服部四郎（語言學者）
- 外間守善（沖繩學研究所所長）
- 中本正智（語言學者）
- 名嘉真三成（語言學者）
- 高良倉吉（琉球大學教授，沖繩縣立博物館主査）
- 呂青華（台灣政治大學博士，2008，《琉球久米村人的民族學研究》）

## 関連条目
- 琉球王国
- 琉球歴史
- 琉球年表
- 思草纸
- 琉球語
- 日犹同祖論
- 日鮮同祖論

## 外部連結
- （日語）（中文）
- （日語）（中文）伊波普猷文庫（琉球文獻，琉球大學附屬圖書館藏）
- （日語）http://wwwsoc.nii.ac.jp/ios/index.html （页面存档备份，存于）
- （日語）早稻田大學琉球（沖繩）研究所 （页面存档备份，存于）
- （日語）法政大學沖繩文化研究所 （页面存档备份，存于）
- （日語）沖縄デジタルアーカイブ「Wonder沖縄」
- （日語）仲宗根政善言語資料 （页面存档备份，存于）
- （日語）http://ryukyu-lang.lib.u-ryukyu.ac.jp/ （页面存档备份，存于）